# Зимбабвийский конституционный референдум (2000)
Конституционный референдум в Зимбабве проводился 12-13 февраля 2000 года. Проект Конституции Зимбабве, подготовленный Конституционной комиссией в 1999 году, был отвергнут, что было неожиданно и рассматривалось как отпор президенту Роберту Мугабе и политический триумф сформированного оппозиционного Движения за демократические перемены. Проект Конституции, вынесенный на референдум, в частности, давал правительству право забирать без всякой компенсации фермы у белых фермеров и передавать их чёрным фермерам в рамках земельной реформы.

## Проект Конституции
Проект Конституции включал Билль о правах, основанный на Конституции, принятой в Южной Африке, но с некоторыми ограничениями (например, в него не вошли равные права для гомосексуалов). Проект предлагал расширить Палату собрания до 200 депутатов, 50 из которых должны были избираться по пропорциональной системе голосования, и создать Сенат, состоящий из 60 членов. Президент ограничивался двумя последовательными пятилетними сроками, отсчёт которых, однако, начинался после вступления Конституции в силу.
Добавлялся пост премьер-министра, который должен был быть главой правительства. Противники Конституции критиковали правовой иммунитет, предоставляемый лицам, занимающим государственные должности.
Одним из наиболее спорных аспектов Конституции была предлагаемая схема земельной реформы. Проект, представленный Комиссией, отличался в этой части от того, что было предложено избирателям на референдуме. На референдум был вынесен вариант, пересмотренный Кабинетом министров. В предлагаемом Билле о правах было заявлено, что «до независимости народ Зимбабве был неоправданно лишён своей земли и других ресурсов без компенсации», и поэтому включал положение, позволяющее правительству забирать принадлежащую белым фермерам землю с компенсацией, которая должна была выплачена Великобританией (как бывшей метрополией). В случае, если бы Великобритания не выплачивала компенсацию, «правительство Зимбабве не имело обязательства по выплате компенсации».

## Результаты
| Да или нет               | Голосов   | Процент  |
| ------------------------ | --------- | -------- |
| Нет                      | 697 754   | 54,70 %  |
| Да                       | 578 210   | 45,30 %  |
| Недействительных голосов | 36 774    | — %      |
| Всего голосов            | 1 312 738 | 100,00 % |
| Электорат                | —         | —        |
| Источник:                |           |          |